# ハナビラダカラ
ハナビラダカラ(花弁宝、学名:Cypraea annulus  Linnaeus,1758)は、小型のタカラガイ。軟体動物門盤足目タカラガイ超科タカラガイ科コモンダカラ亜科キイロダカラ属。

## 解説
殻長は2cm程で、卵形。背面は灰白色を地色に、橙色の鮮明な環状紋が入る。側面から腹面は白い。潮間帯から水深5ｍまでの岩礁底や転石下に生息する。温帯域での越冬は難しく、個体数はやや少ない。(日本では)
幼貝は淡い褐色で、中央に１本の濃色帯が横断している。亜成貝になると背面の前後部がやや緑褐色となる。しかし、老成化が進むと背面部の光沢が弱くなるとともに黄色の環状紋も薄れていく。ビャクレンダカラに似る。